# Ферфакс, Брайан, 8-й лорд Ферфакс из Камерона
Преподобный Брайан Ферфакс, 8-й лорд Ферфакс из Камерона (1736 — 7 августа 1802) — англиканский священник и шотландский пэр (титул был создан в 1627 году). Он был другом Джорджа Вашингтона, первого президента США, и стал первым американским лордом Ферфаксом. Все его предшественники, носившие титул лорда Ферфакса из Камерона, родились в Великобритании. Преподобный лорд Ферфакс приходился двоюродным братом Роберту Ферфаксу, 7-му лорду Ферфаксу из Камерона. Брайан жил в Виргинии. Он был внуком преподобного достопочтенного Генри Ферфакса, второй сын 4-го лорда Ферфакса из Камерона. Но только в 1800 году он был утвержден в титуле Палатой лордов Великобритании.

## Ранняя жизнь и семья
Родился в 1736 году в Бельвуаре, колония Виргиния. Младший сын полковника Уильяма Ферфакса (1691—1757) из Бельвуара и его второй супруги, Деборы Кларк (1708—1746). В молодости Брайан Ферфакс жил в Бельвуаре со своим отцом, который был деловым агентом его кузена Томаса Ферфакса, 6-го лорда Ферфакса из Камерона. Его старший брат Джордж Уильям (1729—1787) и его жена Салли Кэри Ферфакс (1730—1811) также жили там и были близкими соседями Джорджа Вашингтона в Маунт-Верноне. В молодости Джордж Вашингтон и его брат Лоуренс Вашингтон (1718—1752), часто посещал их семью Бельвуаре, и лорд Фэрфакс нанял Вашингтона присоединиться к команде геодезистов его западных земель в долине Виргинии.

## Пэр
Фэрфакс не стремился к званию пэра до 1798 года, находясь в деловой поездке в Англию. 7-й лорд Ферфакс из Камерона, его двоюродный брат Роберт Ферфакс (1707—1793), скончался в 1793 году, не оставив после себя потомства. После его смерти в 1802 году его вдова подала в суд на его преемника, но Верховный суд признал Брайана Ферфакса его наследником в 1809 году. Его старший сын Томас Ферфакс унаследовал титул 9-го лорда Ферфакса из Камерона в 1802 году.

## Карьера и земельные владения
В 1740 году Брайану Ферфаксу было выделено 3400 акров земли (14 км2), а в 1741 год[[]]у — 232 акра земли (0,94 км2) в Литтл-Ран или Хангер-Ран.
В 1754 году Брайан Ферфакс работал клерком у своего зятя Джона Карлайла (1720—1780) в Александрии, штат Виргиния, и был назначен заместителем клерка округа Фэрфакс . Брайан Ферфакс служил лейтенантом в ополчении Джорджа Вашингтона в роте Джорджа Мерсера в начале франко-индейской войны, но он ушел в отставку в 1756 году. Позже Брайан Ферфакс служил судьей округа Фэрфакс одновременно с Джорджем Вашингтоном. Ферфакс был заядлым охотником на лис, и они с Вашингтоном часто ездили на охоту вместе.
В 1757 году по завещанию отца ему был передан Таулстон-Грейндж с 5500 акрами земли (22 км2). Будучи крупным землевладельцем, Брайан Ферфакс активно сдавал свою собственность в аренду более мелким фермерам, таким как Перригрин Макнесс.
В 1772 году он передал Вашингтону ферму площадью 600 акров (2,4 км2), Чаттинс-Ран, на Гусином ручье, в округе Фокье, штат Виргиния, чтобы погасить долг.
В 1773 году Брайан Ферфакс передал Таулстон-Грейндж своей дочери Элизабет и ее мужу Дэвиду Гриффиту.

## Война за независимость США
Когда в 1774 году обсуждались Резолюции Фэрфакса, Брайан Ферфакс переписывался с Джорджем Вашингтоном, председателем комитета, рассматривавшего эти резолюции.
Брайан Ферфакс был раздираем вопросом об американской независимости во время Американской войны за независимость. В 1777 году он попытался поехать в Англию и был арестован в Ланкастере, штат Пенсильвания, за отказ подписать клятву верности. Он написал Джорджу Вашингтону, который прислал ему пропуск, чтобы он мог путешествовать в английские владения. В Нью-Йорке британские чиновники также требовали присяги верности в качестве предварительного условия для транзита. Ферфакс снова отказался и вернулся домой. По пути он посетил Джорджа Вашингтона в Вэлли-Фордже.

## Браки и дети
В 1759 году Брайан Ферфакс женился первым браком на Элизабет Кэри (1738—1778), дочери полковника Уилсона Кэри и Сары Пэйт. Элизабет была сестрой жены его брата, Салли Кэри Ферфакс. У Брайана и Элизабет было семь детей:
- Салли Кэри Фэрфакс (1760 — ?)
- Томас Ферфакс, 9-й лорд Ферфакс из Камерона (1762 — 21 апреля 1846), трижды женатый, вначале на Мэри Эйлетт, потом на Лоре Вашингтон и, наконец, на Маргарет Герберт[11]
- Фердинандо Ферфакс (1766 — 24 сентября 1820), который женился на Элизабет Блэр Кэри[11]. Джордж Вашингтон и Марта Вашингтон отправились в Тоулстон-Грейндж, чтобы стать крестными родителями для Фердинандо[12].
- Уильям Ферфакс (1765—1782)[11]
- Роберт Ферфакс (умер в детстве)
- Генри Ферфакс (умер в детстве)
- Элизабет Ферфакс (1770 — ?), вышедшая замуж за Дэвида Гриффита[9].

После смерти своей первой жены Брайан Фэрфакс женился вторым браком на Дженни Деннисон (? — 1805), от брака с которой у него родилась еще одна дочь:
- Энн Ферфакс (род. 1783), которая вышла замуж за Чарльза Джефферсона Кэтлетта, эсквайра, купца из Норфолка, штат Виргиния.

С 1760 по 1765 год Брайан Ферфакс жил в Гринхилле (Аккотинк-Крик и Бэк-Роуд, ныне Телеграф-роуд). Позже он переехал в Таулстон-Грейндж (Трудная трасса и Лисберг-Пайк, ныне шоссе 7), где жил с 1768 по 1790 год. В 1790 году он переехал в Маунт-Игл (к югу от Хантинг-Крика и Александрии), где и прожил до самой смерти.